# Резина
Рези́на (рум. Rezina) — місто в Молдові, центр Резинського району. Розташоване на правом березі річки Дністер, за 7 км від залізничної станції Рибниця. До складу міста входять 3 села: Бошерніца, Чорна та Стохная.

## Історія
Резина відома з XV століття.
У часи МРСР у місті працював хлібокомбінат, килимовий цех Оргіївської килимової фабрики й інші підприємства. В 1975 році населення становило 7,6 тис. жителів, в 1991 році — 15,2 тис. жителів. До 2005 року чисельність населення знизилася до 12 тис. чоловік.

## Символи міста
Герб, прийнятий в 1936 році, являв собою в червоному щиті срібну церкву, на зеленій терасі срібну річку. Щит увінчаний срібною міською короною із трьома вежами.  Новий герб був затверджений 26 червня 1998 року.
Прапор міста являє собою біле полотнище. У його центрі зелене коло. У колі жовтий хрест і біла хвиля.

## Уродженці міста
- Влестару Борис Мойсейович (Бурех Векслер, 1922—1993) — молдавський письменник, журналіст[3].
- Ісрул Гельфман[ru] (Ісроел Хелфман; 1885, Резина — 30 січня 1935, Буенос-Айрес, Аргентина) — аргентинський єврейський (їдиш) журналіст і літератор, автор «Фун Майн Гемит» («По моєму розумінню» 1929) та ін.
- Рабинович Йосиф Давидович[ru] (1837—1899) — єврейський публіцист і громадський діяч, протестантський проповідник, засновник першої в Росії месіанської громади юдеїв-християн[4]
- Тімов Соломон Самуїлович (1898—1942) — радянський економіст і публіцист єврейського походження.
- Шулим Судит[ru] — єврейський літератор, драматург та лексикограф.

## Підприємства міста
Резинський цементний завод, побудований 1985 року. Продуктивність заводу-гіганта становила 2 мільйони 750 тисяч тонн цементу на рік. Його загальна територія — 213 гектарів. У 1999 році контрольний пакет акцій був придбаний французькою компанією «Finarge 26», що входить у групу «Lafarge».

## Пам'ятники
- У 2018 році поставлено бюст румунського короля Фердинанда I. Автор молдавский скульптор В'ячеслав Жиглицький[5]
- 2018 року відновлено Пам'ятник Героям Нації. Орла, для якої створив молдавський скульптор В'ячеслав Жиглицький[6]
- У 2020 році відкрито бюст Костянтина Стере. Автор молдавський скульптор В'ячеслав Жиглицький[7]